# Liste der Bodendenkmäler in Weeze
Die Liste der Bodendenkmäler in Weeze enthält die denkmalgeschützten unterirdischen baulichen Anlagen, Reste oberirdischer baulicher Anlagen, Zeugnisse tierischen und pflanzlichen Lebens und paläontologischen Reste auf dem Gebiet der Gemeinde Weeze im Kreis Kleve in Nordrhein-Westfalen (Stand: September 2020). Diese Bodendenkmäler sind in Teil B der Denkmalliste der Gemeinde Weeze eingetragen; Grundlage für die Aufnahme ist das Denkmalschutzgesetz Nordrhein-Westfalen (DSchG NRW).
| Bild | Bezeichnung                                           | Lage                                                            | Beschreibung | Bauzeit | Eingetragen seit | Denkmal- nummer |
| ---- | ----------------------------------------------------- | --------------------------------------------------------------- | ------------ | ------- | ---------------- | --------------- |
|      | Grabhügel                                             | Weeze Flur 19, Flurstück 26                                     |              |         | 22.07.1985       |                 |
|      | Landwehr                                              | Kalbeck Flur 9, Flurstück 3,4, 9,12,37/5,6                      |              |         | 22.06.1985       |                 |
|      | Spykerhügel                                           | Wissen Flur 1, Flurstück 9                                      |              |         | 22.07.1985       |                 |
|      | Landwehr                                              | Wissen Flur 14, Flurstück 6,7,9,11                              |              |         | 22.07.1985       |                 |
|      | Wasserburg, Schloss -untergegangenes Schloss Kalbeck- | Kalbeck Flur 1, Flurstück 17                                    |              |         | 22.07.1985       |                 |
|      | Landwehr                                              | Kalbeck Flur 2, Flurstück 1,2                                   |              |         | 13.02.1986       |                 |
|      | Landwehr, mittelalterlich                             | Kalbeck Flur 2/11, Flurstück 7/35                               |              |         | 14.02.1986       |                 |
|      | Wasserburg, Schloss Wissen, mittelalterlich           | Wissen Flur 2/5, Flurstück 5/10                                 |              |         | 17.02.1986       |                 |
|      | Hügelgrab                                             | Weeze Flur 19, Flurstück 35                                     |              |         | 11.09.1986       |                 |
|      | 2 Ziegelöfen                                          | Wissen Flur 2, Flurstück 8                                      |              |         | 05.06.1987       |                 |
|      | Ziegelofen                                            | Kalbeck Flur 4, Flurstück 16                                    |              |         | 08.07.1988       |                 |
|      | Wasserburg, Haus Hertefeld                            | Weeze Flur 21, Flurstück 103, teilw. und 113                    |              |         | 22.08.1997       |                 |
|      | Hofwüstung „Nachtigal“                                | Weeze Flur 10, Flurstück 101, 102, 103, 104, 111, 112, 120 tlw. |              |         | 09.12.2002       |                 |